# Jelena Wiktorowna Guljajewa
Jelena Wiktorowna Guljajewa (russisch Елена Викторовна Гуляева, engl. Transkription Yelena Viktorovna Gulyayeva, geb. Родина – Rodina; * 14. August 1967 in Moskau) ist eine ehemalige russische Hochspringerin.
1991 wurde sie, für die Sowjetunion startend, Sechste bei den Hallenweltmeisterschaften in Sevilla. Im selben Jahr wurde sie bei einer Wettkampfkontrolle des Dopings überführt und für zwei Jahre gesperrt.
1993 wurde sie Fünfte bei den Weltmeisterschaften in Stuttgart, und 1994 wurde sie Fünfte bei den Halleneuropameisterschaften in Paris und gewann Silber bei den Europameisterschaften in Helsinki. Einem fünften Platz bei den Hallenweltmeisterschaften 1995 in Barcelona folgte 1996 ein vierter Rang bei den Olympischen Spielen in Atlanta. 1999 wurde sie Zwölfte bei den Weltmeisterschaften in Sevilla und 2001 Zehnte bei den Weltmeisterschaften in Edmonton.

## Persönliche Bestleistungen
- Hochsprung: 2,01 m, 23. Mai 1998, Kalamata
  - Halle: 2,00 m, 27. Januar 1994, Moskau